# Eleccions a l’Assemblea Legislativa de Moçambic Portuguès
Les eleccions a l'assemblea legislativa es van dur a terme per primera i única vegada a l'Àfrica Oriental Portuguesa en març de 1973.

## Antecedents
El 2 de maig 1972, l'Assemblea Nacional portuguesa va aprovar la Llei Orgànica dels territoris d'ultramar, que preveia una major autonomia per als territoris d'ultramar. Moçambic havia de tenir una Assemblea Legislativa de 50 membres, dels quals 20 serien elegits. La resta seria nominats pels serveis públics, grups religiosos i grups empresarials.
Es requeria que els candidats fossin ciutadans portuguesos que haguessin viscut a Moçambic durant més de tres anys i ser capaços de llegir i escriure en portuguès. Es requeria als votants saber llegir i escriure. Com que la Constitució portuguesa d'aleshores havia prohibit els partits polítics, la majoria dels candidats havien estat proposats per la governamental União Nacional, encara que es va permetre presentar candidats a algunes associacions civils.

## Resultats
D'una població total de 7.376.000 habitants, només hi havia 109.171 persones registrades per votar. D'aquestes, 100.542 van votar, oferint una participació del 92,1%. De totes les colònies portugueses que celebraren eleccions a l'Assemblea Legislativa, Moçambic va ser l'única que tenia una majoria no blanca de membres, amb el 26 dels 50 membres que no era blanc. Els 26 membres no blancs eren 18 africans, tres mestissos, tres hindis, un de Goa i un xinès.